# @chs
@chs（あっとちゃんねるず、atchs）とは、@wikiを運営していた有限会社アットフリークスが提供していたレンタル掲示板である。現在は、株式会社サードイノベーションが運営している。

## 概要

### 有限会社アットフリークス（初代）
無料でレンタルできるスレッドフロート型のレンタル掲示板。2ちゃんねるなどと同様に「スレッドフロート型掲示板」の一種である。２ちゃんねるや*したらば掲示板 のdatを取り込めたので、過去ログの保存や避難所用の掲示板としてりようされていた。また、同じ有限会社アットフリークスが運営していた@wikiや@pediaと連携することができた。
- １つの掲示板あたり、スレッド数１００００、レス数１００００まで対応[2]
- @wiki内で、プラグインを利用して、スレッドに投稿[3]
- @wiki内で、プラグインを利用して、スレッド一覧を表示[4]
- @wiki内で、プラグインを利用して、スレッドを表示[5]
- はてなキーワードのようにスレッドを立てたときやレスしたときに文中や欄外に関連単語を抽出して、＠pediaにリンク[6]
- スレッドの作成時やレス投稿時にtwitterへ同時投稿[7]
- Jane Styleやギコナビなどの２ちゃんねる専用ブラウザに対応[8]
- ガラケーに対応

### 株式会社サードイノベーション（2代目）
初代と同じく無料でレンタルできるスレッドフロート型のレンタル掲示板。2ちゃんねるなどと同様に「スレッドフロート型掲示板」の一種である。datの取り込みや専用ブラウザに対応している。また、同形式のよもやまBBSも運営している

## 沿革

### 有限会社アットフリークス（初代）
- 2014年3月8日、何者かによってクラッキングされユーザーのパスワード、メールアドレスや登録時のIPアドレスが流出。緊急措置として全ユーザーのパスワードを強制的にリセットした。住所・氏名やクレジットカード番号は流出していない[1][9][10]。
- 2015年5月31日、（日）24時　サービス終了

### 株式会社サードイノベーション（2代目）
- 2020年6月20日 サービス開始[11]

## 類似サービス
- したらば掲示板
- わいわいkakiko
- よもやまBBS - 2代目の@chsの運営会社が運営している無料レンタルのスレッドフロート型掲示板サービス。